# Carles Rexach
Carles Rexach i Cerdà (* 13. ledna 1947 Pedralbes) je španělský fotbalista a trenér. Jeho kariéra je spjata s FC Barcelona, kde strávil jako hráč a trenér více než 40 let. Jednou byl králem střelců španělské ligy.

## Hráčská kariéra
Carles Rexach hrál na pozici křídla v FC Barcelona. Krátce byl na hostování v CD Condal. V roce 1971 se se 17 góly stal společně s Gáratem králem střelců španělské ligy. V roce 1979 vyhrál PVP, když dal ve finále s Fortunou Düsseldorf jeden z gólů v prodloužení. Gól ve finále PVP dal i v roce 1969 proti Slovanu Bratislava.
V reprezentaci hrál 15 zápasů, dal 2 góly a byl na MS 1978.

## Trenérská kariéra
Rexach byl převážně trenérem mládeže a asistentem v Barceloně. Hlavním trenérem se stal až v Jokohamě Flügels a v Barceloně v letech 2001–2002.

## Úspěchy
Barcelona
- La Liga: 1973–74
- Copa del Rey: 1967–68, 1970–71, 1977–78, 1980–81
- Pohár vítězů pohárů: 1978–79
- Veletržní pohár: 1965–66,
- Král střelců španělské ligy: 1970–71